# ヤコブ・ゲオルグ・アガード

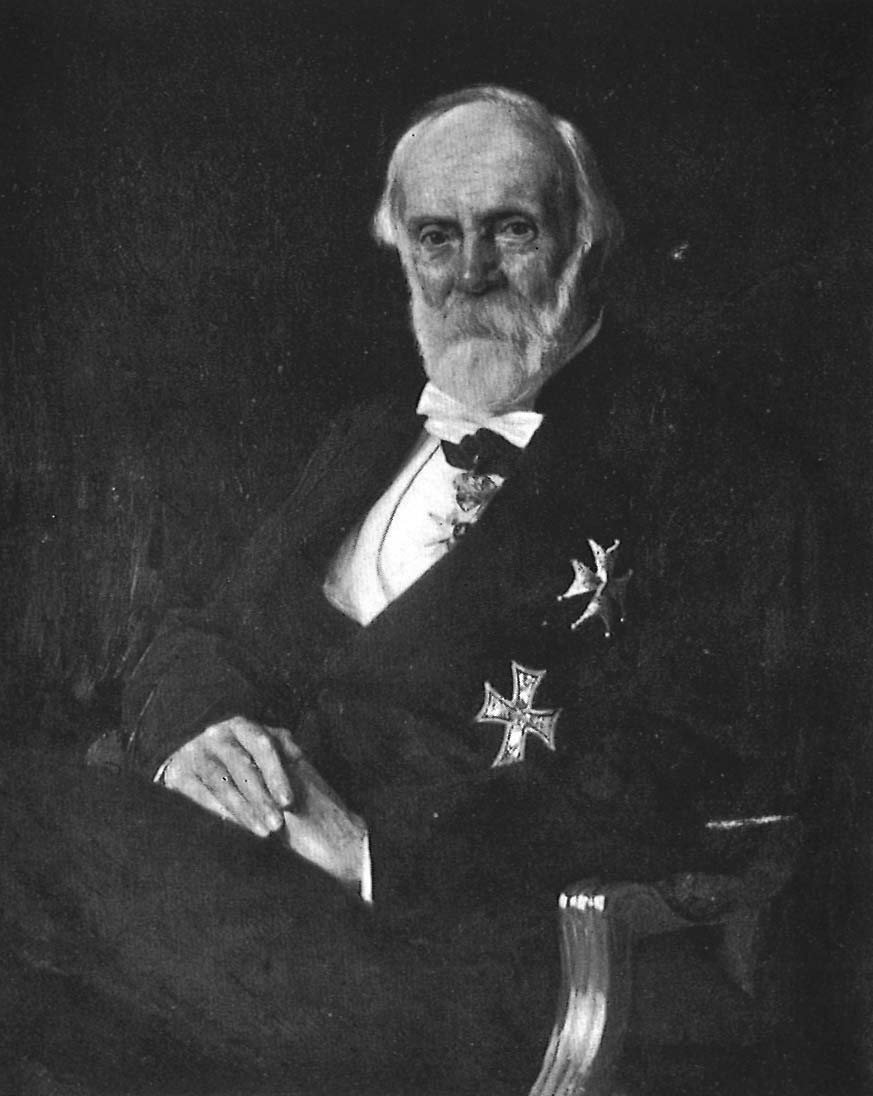
ヤコブ・ゲオルグ・アガード

ヤコブ・ゲオルグ・アガード（Jacob Georg Agardh、1813年2月8日 - 1901年1月17日）は、スウェーデンの植物学者である。藻類（海草）の研究などで知られる。

## 著書"Florideernes morphologi"(1879)の図版

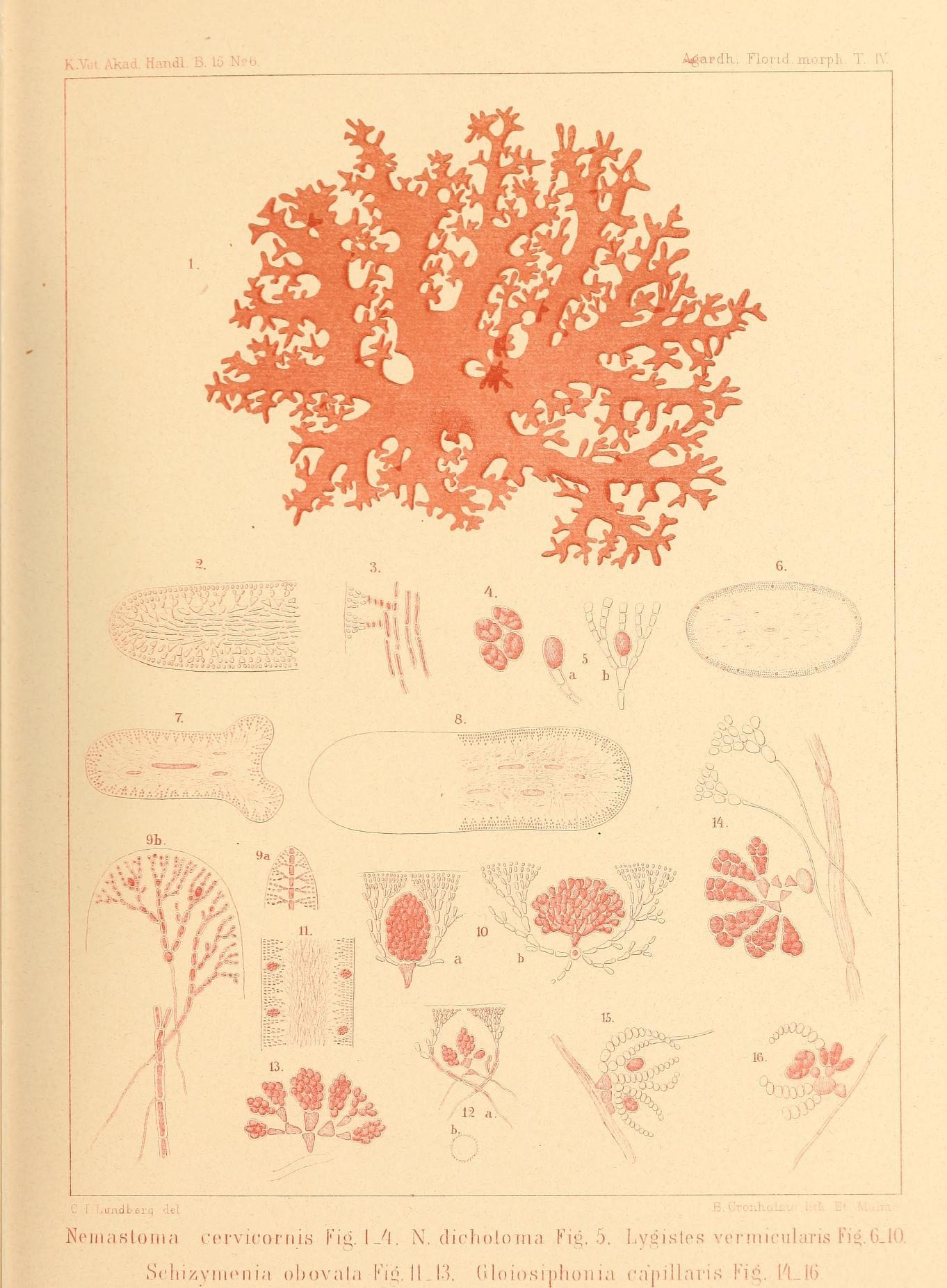
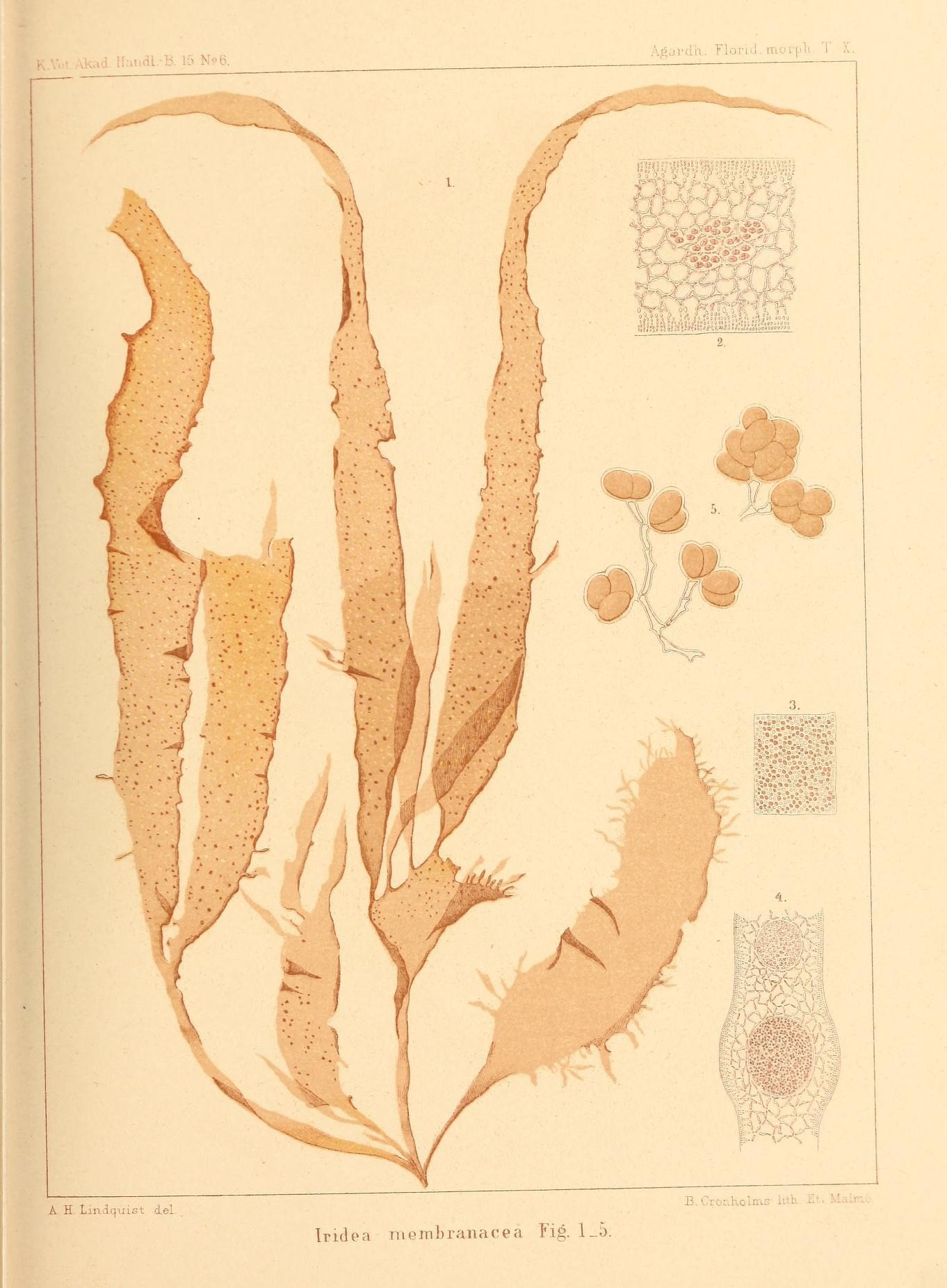
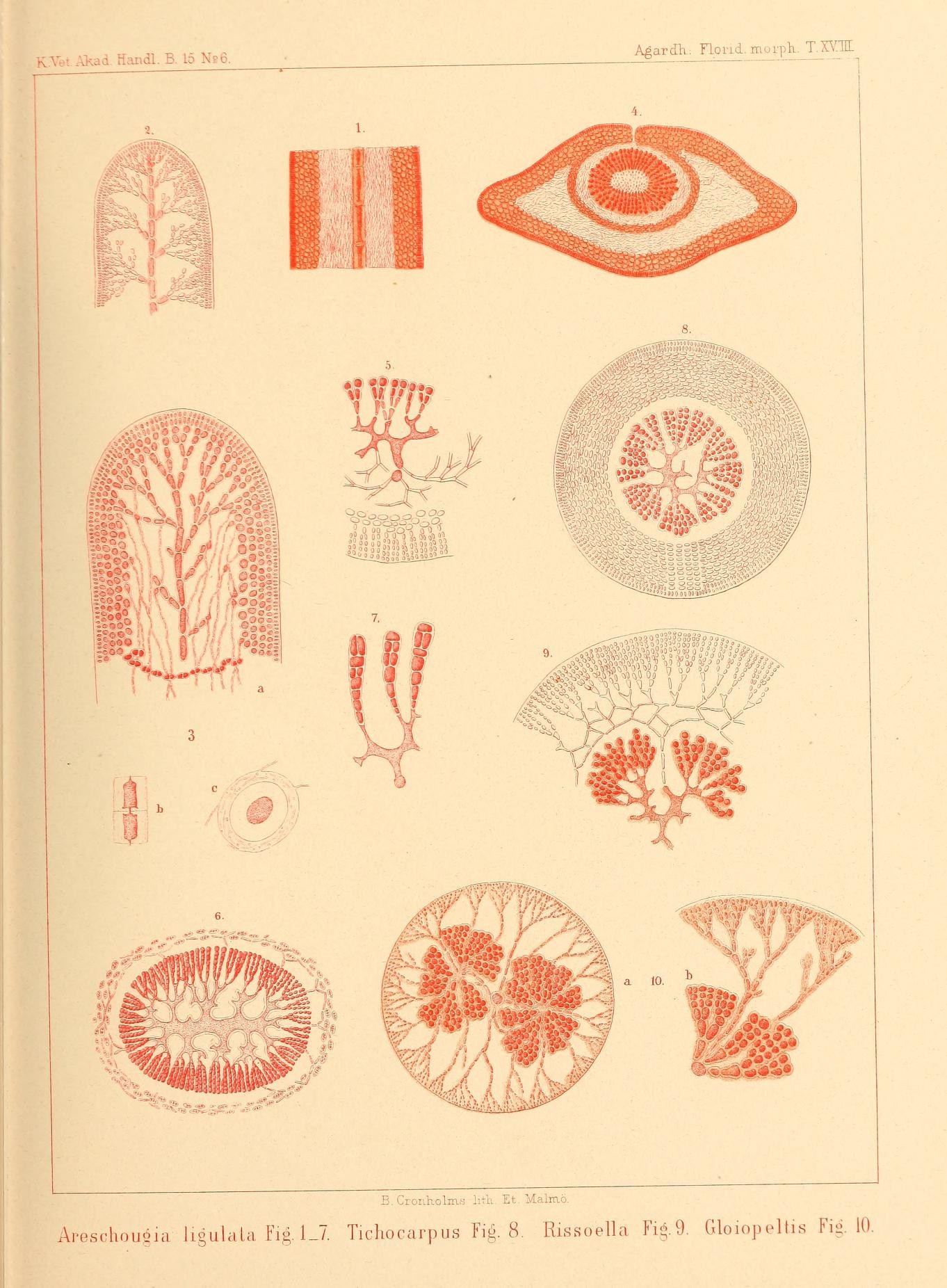
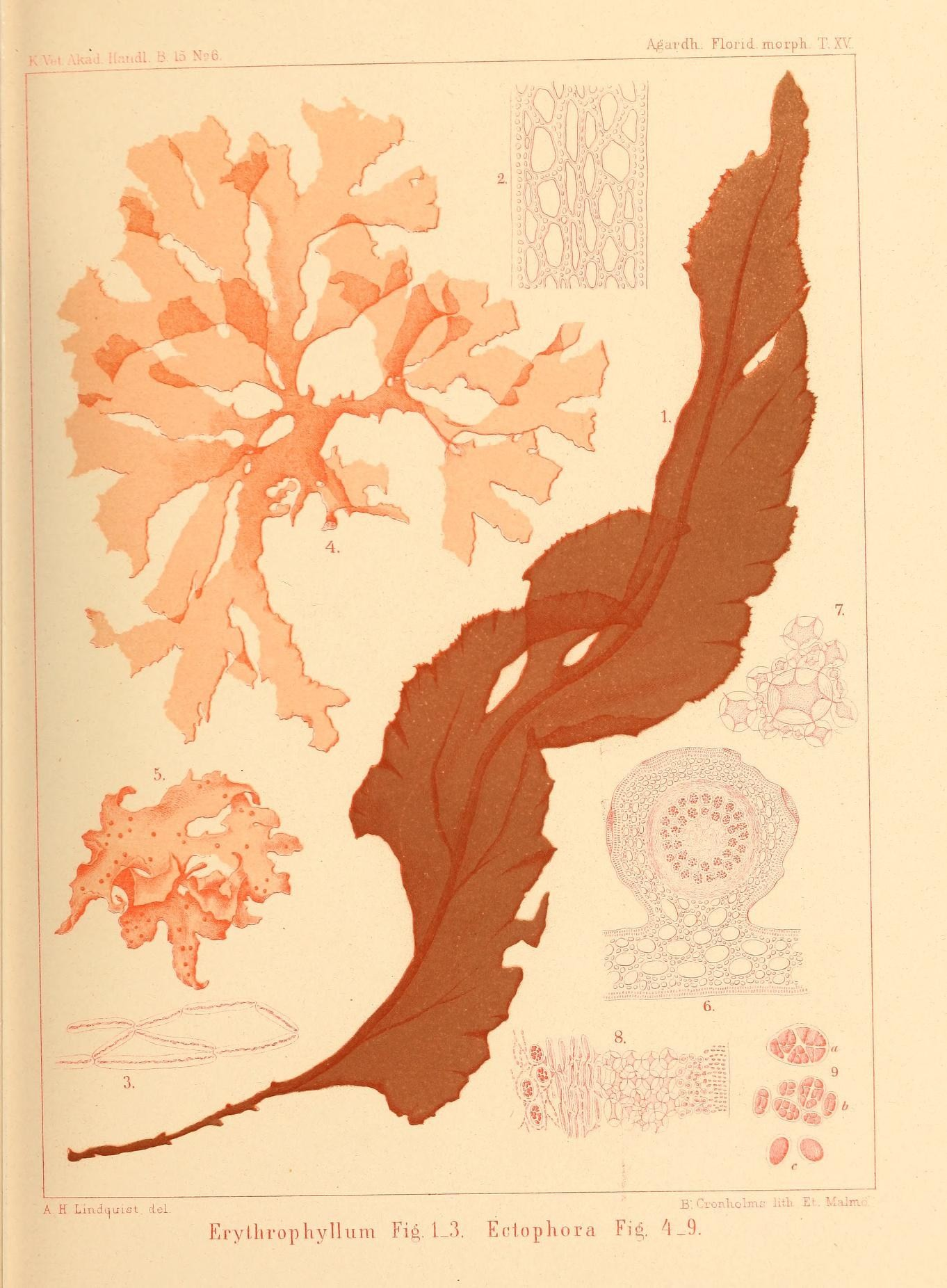

## 略歴
ルンドで生まれた。父親は藻類の分類学研究で業績をあげた植物学者、カール・アドルフ・アガードである。1854年から1879年の間、ルンド大学の植物学の教授を務め、ルンド大学植物園（Botaniska trädgården Lund）の移転と拡張の計画を立案し、後に園長を務めた。1836年にドイツ科学アカデミーレオポルディーナの会員に選ばれた他、スウェーデン王立科学アカデミーなどスウェーデン国内の多くの学会の会員を務め、スウェーデンの国会の大学代表などの職務も務めた。
1879年にコペンハーゲン大学から名誉博士号を受け、1897年にロンドン・リンネ協会からリンネ・メダルを受賞した。紅藻、（スギノリ目）の海草の属名、Agardhiella（アガーディエラ属 ）に献名されている。

## 著作
- Jacob Georg Agardh: Theoria systematis plantarum; accedit familiarum phanerogamarum in series naturales dispositio, secundum structuræ normas et evolutionis gradus instituta. Lund, Schweden 1858.
- Jacob Georg Agardh: Species, genera et ordines Algarum. 1848–1901.